# Gösta Hahr
Gustaf (Gösta) Adolf Miles Mauritz Hahr, född den 9 juni 1883 i Stockholm, död där den 22 december 1981, var en svensk militär. Han var son till Mauritz Hahr. 
Hahr avlade studentexamen i Stockholm 1901 och studerade vid universitetet i Bonn 1904–1905. Han blev underlöjtnant vid Göta livgarde 1903, löjtnant 1907, vid generalstaben 1914, kapten 1916, major 1924, överstelöjtnant 1927, chef för stridsvagnsbataljon vid Göta livgarde 1930 samt överste och chef för Norrbottens regemente 1934. Hahr var stabschef vid kommendantskapet i Boden 1919–1921, hos inspektören för infanteriet 1924–1930 samt överste och chef för Kronobergs regemente 1937–1940. Han tjänstgjorde vid arméstaben 1941–1944 och erhöll avsked med pension 1948. Hahr var styrelseledamot i Skid- och friluftsfrämjandet 1935–1945 och redaktör för Militärteknisk tidskrift 1933–1934. Han blev riddare av Svärdsorden 1929, kommendör av andra klassen av samma orden 1937 och kommendör av första klassen 1940. Hahr tilldelades ytterligare ett flertal medaljer och utmärkelser. Han vilar på Norra begravningsplatsen utanför Stockholm.